# Gössersdorf
Gössersdorf ist ein Gemeindeteil der Gemeinde Weißenbrunn im Landkreis Kronach (Oberfranken, Bayern). Die Gemarkung Gössersdorf hat eine Fläche von 6,252 km². Sie ist in 491 Flurstücke aufgeteilt, die eine durchschnittliche Flurstücksfläche von 12732,26 m² haben.

## Geografie
Das Kirchdorf liegt in einem Talkessel, der ringsum von Erhebungen umgeben ist. Im Westen befindet sich die Anhöhe Leus, im Osten liegen der Kirchberg und der Böhlberg. Durch den Ort fließt der Leßbach, ein linker Zufluss der Rodach. Die Kreisstraße KC 6/KU 22 führt über Eisenwind nach Rugendorf zur Bundesstraße 303 (4,5 km nordöstlich) bzw. an der Welzmühle vorbei zur Bundesstraße 85 (2,2 km westlich). Gemeindeverbindungsstraßen verbinden mit Kirchleus (2,4 km südwestlich) und Esbach (1 km südlich).

## Geschichte
Der Ort wurde 1321 als „Goezensdorf“ erstmals urkundlich erwähnt. Das Bestimmungswort des Ortsnamens ist der Personenname Gozzo. Der Ort unterstand zunächst dem bischöflichen Verwaltungsamt Stadtsteinach des Bistums Bamberg. 1398 wurde eine Kapelle erwähnt, die zur Kirchengemeinde St. Maria Magdalena in Kirchleus gehörte und über die das Adelsgeschlecht von Henlein zu Kirchleus, eine Seitenlinie derer von Guttenberg, das Patronatsrecht ausübte. Es war dem Fürstentum Brandenburg-Kulmbach zugehörig. Das führte besonders nach der Einführung der Reformation im Fürstentum 1528 zu ständigen Streitigkeiten zwischen dem Fürstentum und dem Hochstift zu Bamberg, die erst 1803 mit der Säkularisation in Bayern endeten.
Die Kapelle, die dem Heiligen Ägidius geweiht war, wurde als Kirche St. Egidius erweitert. Sie war mit dem Heiligenholz (39 Hektar Wald für den Unterhalt der Kirche und des Gottesdienstes) reicher ausgestattet als die Mutterkirche in Kirchleus.
Gegen Ende des 18. Jahrhunderts gab es in Gössersdorf 31 Anwesen und 2 Gemeindehirtenhäuser. Das Hochgericht nördlich des Baches übte das bambergische Centamt Stadtsteinach aus, südlich des Baches das bayreuthische Stadtvogteiamt Kulmbach. Die Dorf- und Gemeindeherrschaft hatte das Amt Stadtsteinach. Grundherren waren das Kastenamt Stadtsteinach (1 Sölde, 1 Söldenhofstatt), das Amt Wartenfels (1 Hof, 1 Tropfhäuslein), das Kastenamt Kulmbach (1 Hof, 1 Tropfhaus, 2 Güter, 1 Söldengut, 1 Schmiede), der Langheimer Amtshof (1 Hof, 11 Güter, 1 Mühle), das Rittergut Kirchleus (Kirche, 1 Hof, 2 Söldengütlein, 1 Gütlein), das Rittergut Wernstein (1 Hof), das Rittergut Weißenbrunn (1 Gut) und das Rittergut Forstlahm (1 halbes Gütlein).
1802 kam Gössersdorf zum Kurfürstentum Bayern. Mit dem Ersten Gemeindeedikt gehörte der Ort zum 1808 gebildeten Steuerdistrikt Fischbach. Mit dem Zweiten Gemeindeedikt von 1818 entstand die Ruralgemeinde Gössersdorf. Sie war in Verwaltung und Gerichtsbarkeit dem Landgericht Stadtsteinach zugeordnet und in der Finanzverwaltung dem Rentamt Stadtsteinach (1919 in Finanzamt Stadtsteinach umbenannt). Ab 1862 gehörte Gössersdorf zum Bezirksamt Stadtsteinach (1939 in Landkreis Stadtsteinach umbenannt). Die Gerichtsbarkeit blieb beim Landgericht Stadtsteinach (1879 in Amtsgericht Stadtsteinach umgewandelt). Die Gemeinde hatte eine Fläche von 6,253 km².
Mit der Auflösung des Landkreises Stadtsteinach im Jahr 1972 gehörte Gemeinde zum Landkreis Kulmbach. Mit der Gebietsreform in Bayern wurde Gössersdorf am 1. Juli 1976 ein Gemeindeteil von Weißenbrunn und gehört seitdem zum Landkreis Kronach.

### Baudenkmäler
- Haus Nr. 06: Wohnstallhaus
- Haus Nr. 27: Bauernhaus
- Haus Nr. 31: evangelisch-lutherische Kirche St. Egidius

Die folgenden Häuser listete Karl-Ludwig Lippert in dem Buch Landkreis Stadtsteinach von 1964 mit ihren ursprünglichen Hausnummern als Kunstdenkmale auf. Sie sind in der Denkmalschutzliste nicht geführt, da sie entweder nicht aufgenommen, abgebrochen oder stark verändert wurden.
- Haus Nr. 19: Eingeschossiges, verputzt massives Wohnstallhaus mit Satteldach und hofseitig vorgezogener Traufe, spätes 18. oder frühes 19. Jahrhundert; das Giebeldreieck hat unten übertünchtes, oben verbrettertes Fachwerk; die Fenstergewände sind aus Sandstein.[11]
- Haus Nr. 25: Gasthaus Alex. Zweigeschossiges Wohnstallhaus mit Satteldach, der Wohnteil ist im Erdgeschoss aus verputzten Sandsteinquadern mit Eckrustizierung, das Obergeschoss und der Giebel bestehen aus verschiefertem Fachwerk; der Stallteil mit hakenförmig angebautem Walmdachtrakt ist in beiden Geschossen verputzt massiv und hat ein Gurt- und Kranzgesims; der Wohnungstürsturz ist mit „Johann Schultheiß 1843“, die Stalltür mit „1842“ bezeichnet, darüber befinden sich eine waagrechte Gesimsverdachung und Stabkonsolen.[11]

### Einwohnerentwicklung
| Jahr      | 1827   | 1840   | 1852   | 1855   | 1861   | 1867   | 1871   | 1875   | 1880   | 1885   | 1890   | 1895   | 1900   | 1905   | 1910   | 1919   | 1925   | 1933   | 1939   | 1946   | 1950   | 1952   | 1961  | 1970   | 1987   | 2010  |
| Einwohner | 144    | 126    | 208    | 216    | 221    | 218    | 220    | 210    | 229    | 218    | 220    | 249    | 234    | 230    | 199    | 190    | 197    | 189    | 176    | 303    | 294    | 236    | 184   | 188    | 152    | 126   |
| Häuser    |        |        |        |        |        |        | 33     |        |        | 33     | 35     |        | 34     |        |        |        | 35     |        |        |        | 34     |        | 35    |        | 36     |       |
| Quelle    | [ 13 ] | [ 14 ] | [ 14 ] | [ 14 ] | [ 15 ] | [ 16 ] | [ 17 ] | [ 18 ] | [ 19 ] | [ 20 ] | [ 21 ] | [ 14 ] | [ 22 ] | [ 14 ] | [ 23 ] | [ 14 ] | [ 24 ] | [ 14 ] | [ 14 ] | [ 14 ] | [ 25 ] | [ 14 ] | [ 8 ] | [ 26 ] | [ 27 ] | [ 2 ] |

## Religion
Der Ort ist seit der Reformation evangelisch-lutherisch geprägt und nach St. Maria Magdalena (Kirchleus) gepfarrt.